# Aegus bidens
Aegus bidens es una especie de coleóptero de la familia Lucanidae.

## Distribución geográfica
Habita en Yunnan en China y Vietnam.